# Passerina rubra
Passerina rubra är en tibastväxtart som beskrevs av Charles Henry Wright. Passerina rubra ingår i släktet Passerina och familjen tibastväxter. Inga underarter finns listade i Catalogue of Life.